# Annikki Paasikivi
Annikki Aarre Paasikivi (née le 20 novembre 1898 à  Helsinki – morte le 25 novembre 1950 à  Helsinki) est une architecte finlandaise.

## Biographie
Elle est la fille de Anna Paasikivi (fi) et de Juho Kusti Paasikivi.
En 1924, elle obtient son diplôme d'architecte de l'université technologique d'Helsinki
puis elle travaille comme assistante de l'architecte municipal de Kajaani.
De 1933 à 1937, elle étudie les sciences politiques à l'université de Genève.
De 1933 à 1939 elle travaille à la Société des Nations à Genève. 
Durant la Seconde Guerre mondiale, elle habite au Danemark et y travaille pour l'association Finlands hjelp. 
De 1946 à 1950, elle travaille pour Yleisradio.

## Ouvrages principaux
- Kajaanin Sissilinna, Kajaani (1926)[3],[4],
- Bâtiment Korpilinna de la garde civile, Kuhmo (1926),
- Caserne militaire du Kainuu (1926),
- Maison de Juho Kusti Paasikivi, Taka-Töölö (1930)[5],[6].